# لیکوالیکایی‌های نوک‌شمشمیری
لیکوالیکایی‌های نوک‌شمشیری (نام علمی: Napothera) سرده‌ای از پرندگان خانواده لیکویان زمینی است که برخی از گونه‌های آن در گذشته در سرده‌های Rimator و Jabouilleia جای داشتند.
این سرده دارای گونه‌های زیر است:
| تصویر | نام رایج                   | نام علمی                                                                                  | پراکندگی                                                          |
| ----- | -------------------------- | ----------------------------------------------------------------------------------------- | ----------------------------------------------------------------- |
|       | لیکوالیکایی ابرودار        | Napothera epilepidota                                                                     | بوتان، چین، هند، اندونزی، لائوس، مالزی، میانمار، تایلند و ویتنام. |
|       | لیکوالیکایی نوک‌دراز        | Napothera malacoptila , (Rimator malacoptilus سابق)                                       | جنوب چین                                                          |
|       | لیکوالیکایی سوماترایی      | Napothera albostriata، (در گذشته Rimator albostriatus)                                    | سوماترای غربی                                                     |
|       | لیکوالیکایی گلوسفید        | Napothera pasquieri , (Rimator pasquieri پیشین)                                           | شمال غربی ویتنام                                                  |
|       | لیکوی نوک‌شمشیری دم‌کوتاه    | Napothera danjoui، (در گذشته Rimator danjoui یا Jabouilleia danjoui)                      | لائوس و ویتنام                                                    |
|       | لیکوی نوک‌شمشیری ناونگ مونگ | Napothera naungmungensis، (در گذشته Rimator naungmungensis یا Jabouilleia naungmungensis) | میانمار،                                                          |